# Burgruine Rauhenstein

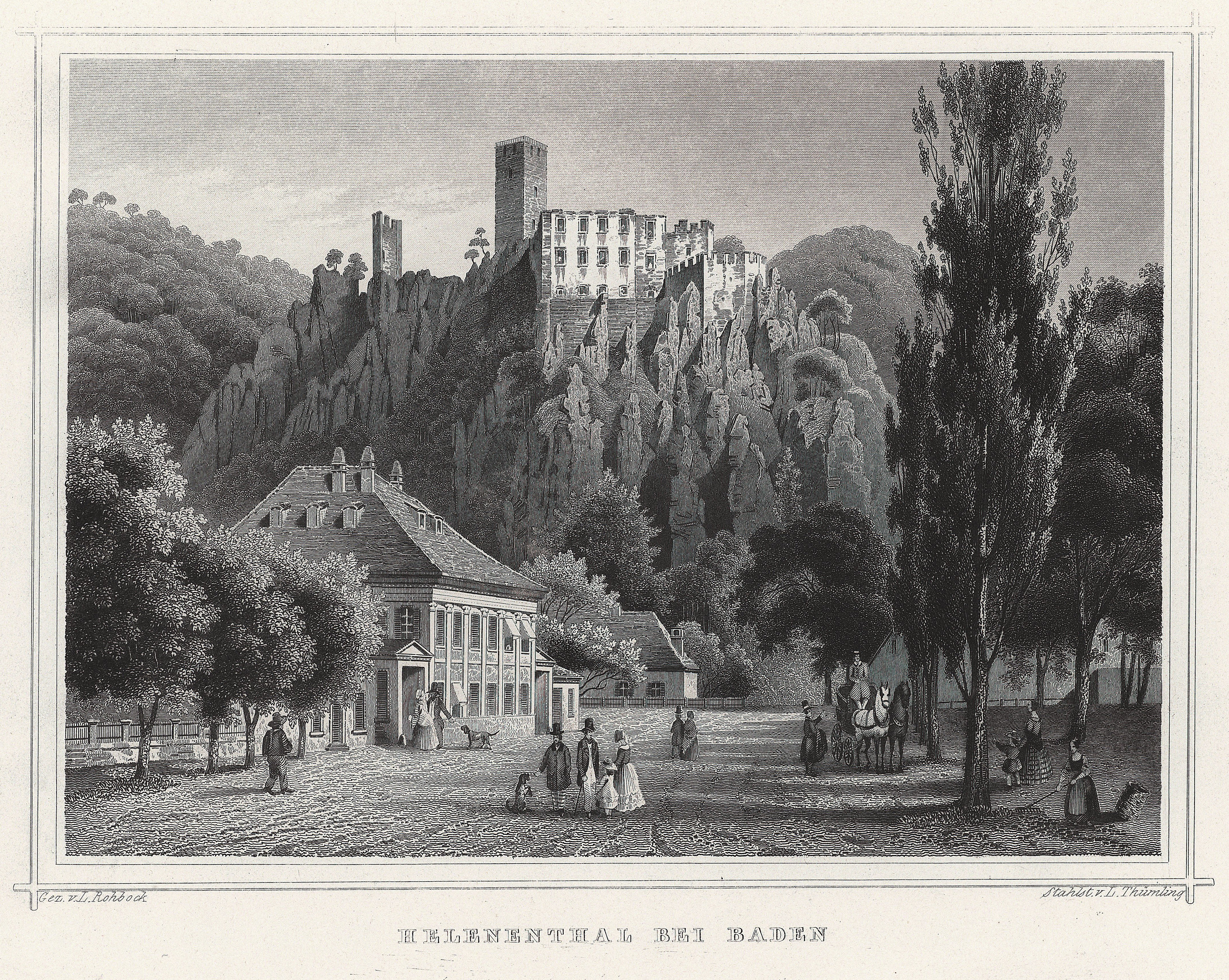
Blick auf die Burg, Mitte des 19. Jahrhunderts

Die Burgruine Rauhenstein ist die Ruine einer Höhenburg im Helenental nordöstlich der Schwechat, im Ortsgebiet von Baden bei Wien. Sie wurde vermutlich, ebenso wie die benachbarte Burgruine Rauheneck, im 12. Jahrhundert von dem Rittergeschlecht der Tursen erbaut. Sie wurde immer wieder von Raubrittern bewohnt und des Öfteren zerstört und wieder aufgebaut.
An ihrem endgültigen Verfall trägt jedoch die Dachsteuer aus dem 18. Jahrhundert Schuld. Zu jener Zeit wurden viele Burgen abgedacht, da sich diese Form der Gebäudesteuer nach der Dachfläche von Gebäuden berechnete. Erhaltungsarbeiten an der Ruine, die im Sinn des Kurbetriebes positiv aufgenommen wurden, erfolgten 1881.
Der Bergfried ist der älteste Teil der Burg und stammt noch aus dem 12. Jahrhundert. Die Mauern des 20 Meter hohen Turms sind an der Basis drei Meter dick.
Seit dem Jahre 1993 wird auf der Ruine Rauhenstein das sogenannte „Ruinenfestl“ vom 30. April auf den 1. Mai (Walpurgisnacht) gefeiert.
Ein Trupp bei den Pfadfindern und Pfadfinderinnen der Gruppe Baden in der Altersstufe Guides und Späher ist nach der Burg benannt.
Seit 2017 ist die Burg wegen Frostschäden, welche die Statik beeinträchtigen könnten, gesperrt. Aufgrund der erwarteten hohen Sanierungskosten von „mehreren 100.000 Euro bis hin zu einer halben Million“, die primär vom privaten Eigentümer zu tragen wären, ist von einer längerfristigen Sperre auszugehen.
Am Fuße der Ruine befindet sich die Villa Rauhenstein.

## Bilder

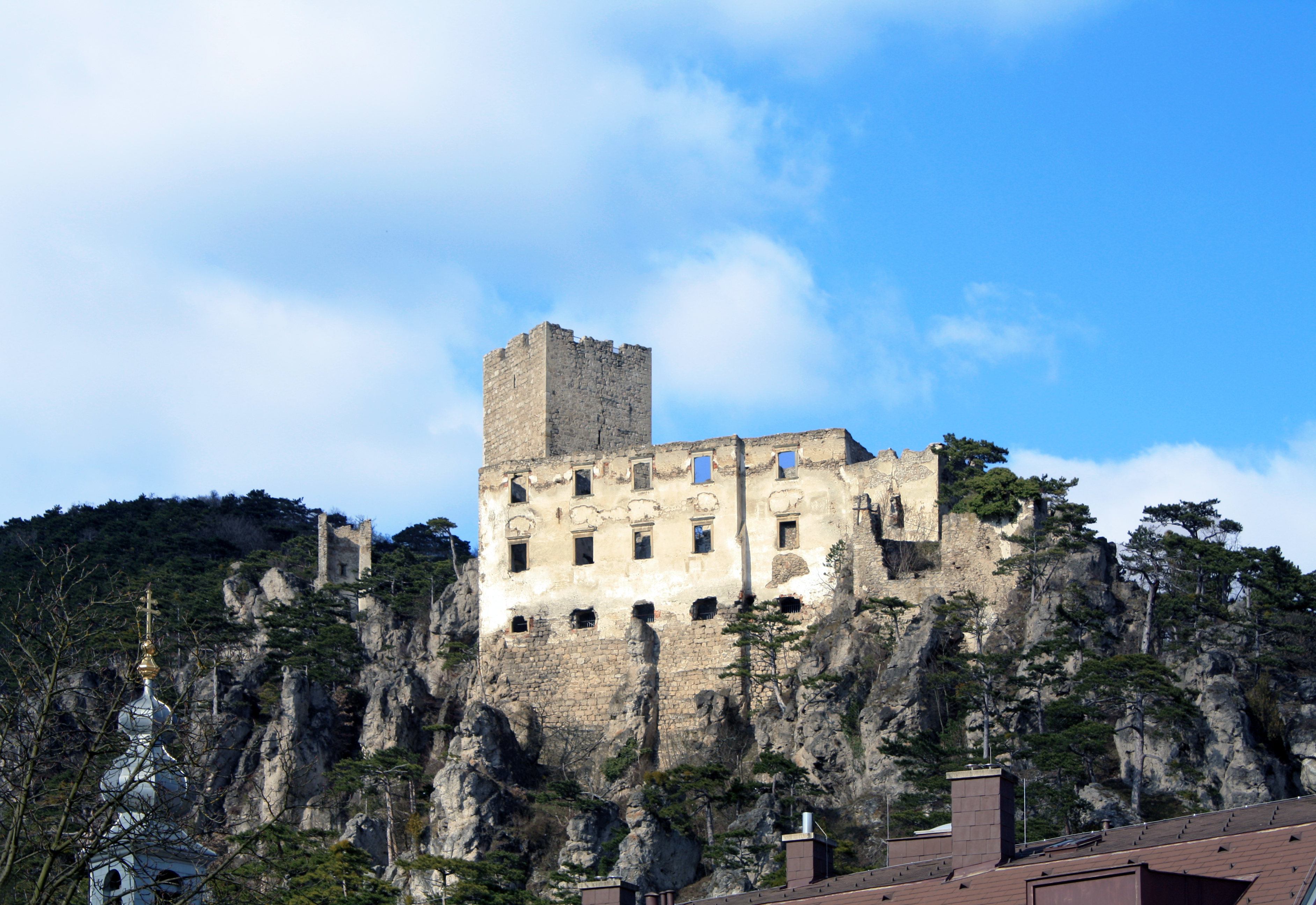
Südansicht der Burg
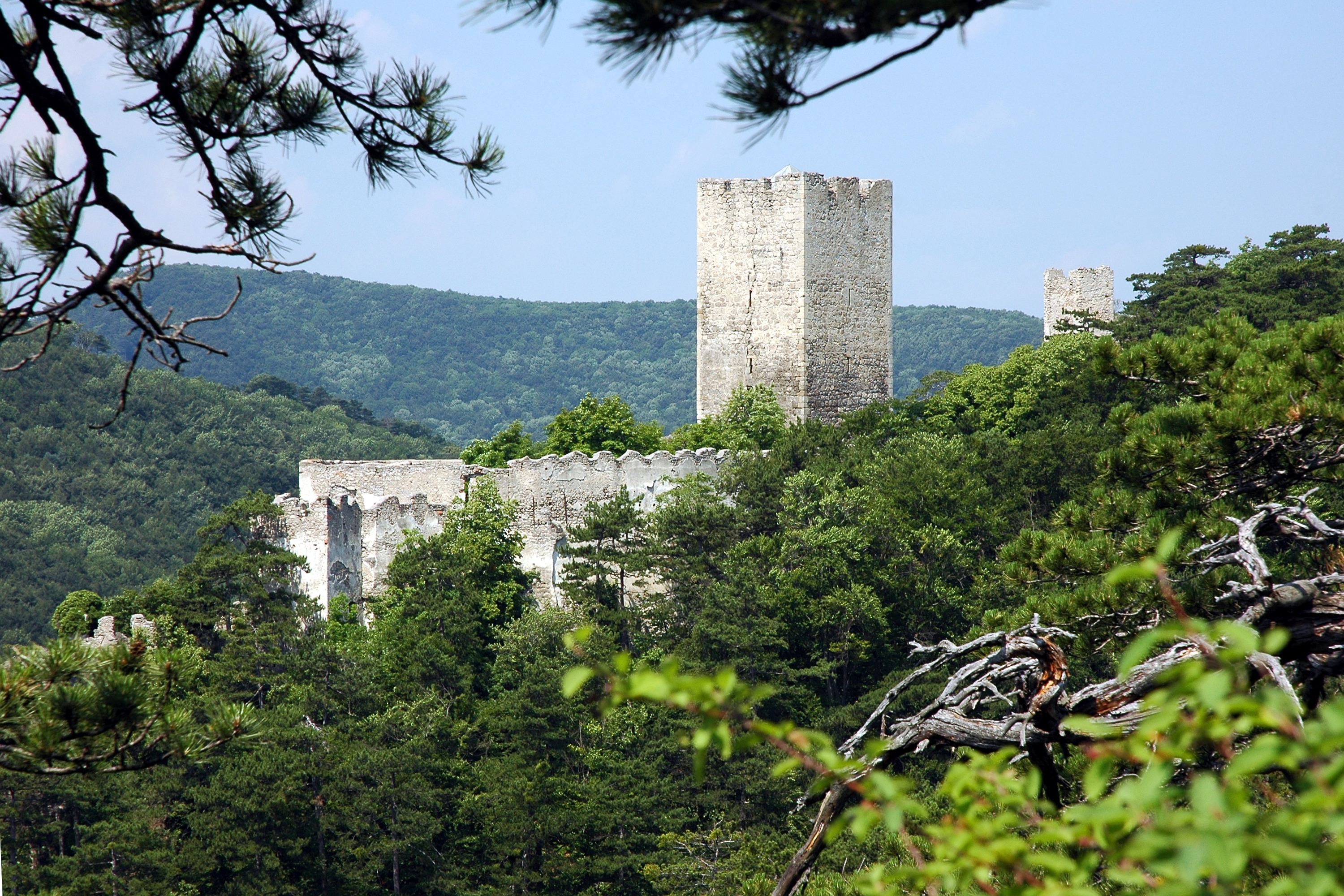
Ostseite
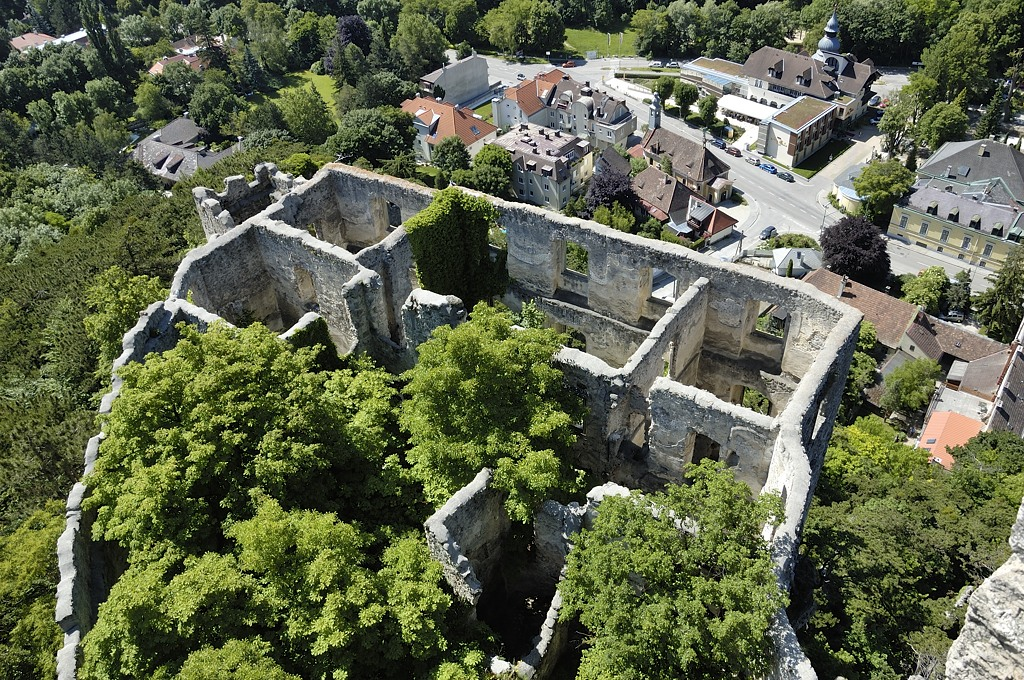
Palas
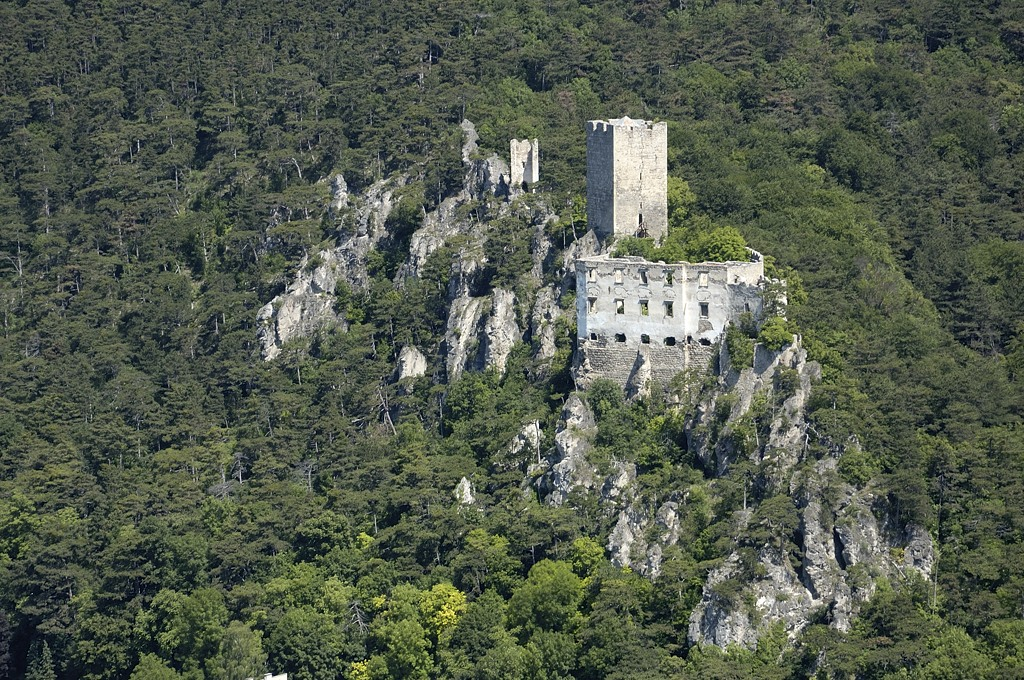
Rauhenstein vom Rauheneck